# Paschase Broët
Paschase Broët (Bertrancourt, 1500? – Parigi, 14 settembre 1562) è stato un gesuita francese.

## Biografia
Originario della Piccardia, studiò ad Amiens e venne ordinato prete il 12 marzo 1524. Dopo un'esperienza come parroco, nel 1534 si trasferì a Parigi. Insieme a Jean Codure e a Claude Jay fece gli esercizi spirituali sotto la guida di Pierre Favre e decise di unirsi alla comunità di Ignazio di Loyola. Svolse intenso apostolato a Siena e a Faenza; nel 1542, per alcuni mesi, fu con Alfonso Salmerón legato papale in Irlanda al tempo dello scisma di Enrico VIII. Nel 1552 venne nominato preposito provinciale per la Francia: assistendo gli appestati a Parigi durante l'epidemia del 1562, contrasse il morbo che lo portò alla morte.